# جو أوغسطين
جو أوغسطين (بالإنجليزية: Joe Augustine)‏ هو لاعب هوكي الجليد أمريكي، ولد في 17 ديسمبر 1955 في شيكاغو في الولايات المتحدة.

## وصلات خارجية
- جو أوغسطين على موقع دوري الهوكي الوطني (الإنجليزية)
- جو أوغسطين على موقع EliteProspects.com (الإنجليزية)
- جو أوغسطين على موقع HockeyDB.com (الإنجليزية)